# 乌尔丽克·迈因霍夫
乌尔丽克·玛丽·迈因霍夫（德語：Ulrike Marie Meinhof，1934年10月7日—1976年5月9日）是一名德国左翼恐怖分子、记者。1970年，她建立了左翼恐怖组织红军派。1972年，迈因霍夫被捕，并被以谋杀罪和与犯罪组织有关起诉。定罪前，迈因霍夫在狱中上吊自杀。迈因霍夫的名言是：“阶级斗争的发展将要贯彻游击队思想……一个社会主义战士的死重于泰山，一个资本家的死轻于鸿毛。”